# El cabezazo
El cabezazo, en francés Coup de tête, es una comedia dramática francesa dirigida por Jean-Jacques Annaud. Salió en el cine en 1979.

## Sinopsis
François Perrin es delantero (extremo) que juega en el equipo reserva de la pequeña ciudad de Trincamp, donde todo gira alrededor del fútbol. Durante un entreno, en la disputa de un balón, Perrin choca con Berthier la estrella del equipo que cae al suelo. Aunque Berthier no está lesionado, Perrin es excluido del equipo, y un poco más tarde de la fábrica cuyo dueño es Sivardière también presidente del club de fútbol. Intenta ganarse la vida con pequeños trabajos. Poco después, es expulsado del bar "Le Pénalty" por el dueño Berri después de haber sido provocado por Berthier.
Decide abandonar la ciudad pero se convierte en culpable ideal de una tentativa de violación cometida en realidad por Berthier. Perrin es víctima de un falso testimonio por dos miembros del personal, Brochard y Lozerand, que buscan proteger a Berthier. François Perrin es encarcelado.
Durante un desplazamiento en autobús, el equipo sufre un accidente antes de un partido de la Copa de Francia. Hay varios heridos y falta un jugador para poder completar el equipo. Un hombre podría resolver el problema : François Perrin. Lo sacan de la cárcel, pero consigue escapar para ir a violar a su supuesta víctima Stéphanie, pero ante ella no se siente capaz. Empiezan a charlar.
Perrin hace ganar a su equipo marcando los dos goles de la victoria. Se convierte en el héroe local y, aprovechando su notoriedad repentina, decide vengarse. Stéphanie retira su denuncia después de hablar con otra testigo que le confirma que Brochard y Lozerand la amenazaron para que acusara a Perrin. Stéphanie pone una denuncia contra Brochard, Lozerand y Sivardière, pero Perrin le pide que espere seis días, el tiempo necesario para que pueda vengarse.
Perrin invita a cenar a Sivardière, Brochard, Lozerand, Berthier, Berri, los dos inspectores de la policía que le arrestaron, y también al entrenador del equipo y a sus respectivas esposas. Al principio de la cena, Perrin los amenaza después de haber contado su versión de los hechos:
- promete a Brochard, con el coche que este le prestó, de destrozar su concesión automóvil;
- advierte a Lozerand, el comerciante en muebles, que va a destrozar su tienda con un hacha ("es un desahogo") o prendiéndole fuego ("es bonito");
- le dice a Berri que la vitrina de su bar será destruida;
- le anuncia a los dos policías que irá a la comisaría darles un par de bofetones;
- le describe a Berthier las condiciones de vida en la cárcel para que se vaya haciendo una idea. Lo cual permite a los policías comprender quien era el verdadero culpable de la tentativa de violación.

Por terminar, le recuerda a todos que si resisten hará que lo han herido y se lo dirá a los seguidores del equipo.
El presidente Sivardière vuelve a su casa en coche con su esposa, comentándole el hecho que Perrin no le amenazó. Pero Perrin sigue a Sivardière y se lleva a su mujer. Sivardière cree que la va a violar, pero Perrin se contenta con dejarla en medio del bosque para que vuelva andando varios kilómetros. Sivardière llama a la policía pero estos no le hacen caso.
Al día siguiente, Brochard levanta una barrera de coches para proteger su concesión. Pero al querer demostrarle a su aprendiz que la barrera es infranqueable, rompe él mismo la protección y destruye la vitrina. Lozerand y su mujer pasan toda la noche vaciando su tienda de muebles, pero cuando llega Perrin pasa de largo y los ignora. Berri, antes de la llegada de Perrin, pide al cristalero una nueva vitrina suponiendo que Perrin va a destrozarla. Pero Perrin no hace nada, le devuelve el coche a Brochard ante su mirada atónita, y pasa delante del bar sin romper nada. Berri ya no puede anular el pedido de la nueva vitrina.
François Perrin vuelve a la casa de Stéphanie para sorprenderla, como cuando salió de la cárcel. Pero esta vez, ella le espera.

## Ficha técnica
- Título original: Coup de tête
- Título internacional: Hothead[1]
- Dirección: Jean-Jacques Annaud, asistido de Dominique Cheminal
- Guion y diálogos: Francis Veber
- Director de la fotografía: Claude Agostini
- Música: Pierre Bachelet
- Ingeniero de sonido: François Soler
- Montaje: Noëlle Boisson
- Producción: Alain Poiré
- Directores de producción: Robert Sussfeld, Georges Valon, Gil Brogly
- Sociedades de producción: Gaumont
- Distribución: en Francia Gaumont International, Quartet Films
- Idioma original: francés
- Duración: 92 minutos
- Género: comedia dramática, película sobre deporte
- Fechas de estreno:[1]

Francia: 14 de febrero de 1979
Estados Unidos- Nueva York: 21 de enero de 1980
- Calificación: para todos los públicos,[2]

## Reparto
- Patrick Dewaere como François Perrin.
- France Dougnac como Stéphanie.
- Jean Bouise como Sivardière, presidente del club de fútbol y dueño de la fábrica más importante de la región.
- Michel Aumont como Brochard, concesionario de coches.
- Paul Le Person como Lozerand, dueño de una tienda de muebles.
- Corinne Marchand como Mme Sivardière.
- Robert Dalban como Jeanjean.
- Bernard-Pierre Donnadieu como Lucien, "la bête".
- Janine Darcey como la secretaria.
- Catherine Samie como Mme Bertrand.
- Dora Doll como la religiosa.
- Dorothée Jemma como Marie.
- Maurice Barrier como Berri, el dueño del bar "le Penalty".
- Hubert Deschamps como el director de la cárcel.
- Gérard Hernández como inspector de la policía.
- Michel Fortin como Langlumey, entrenador del club.
- Patrick Floersheim como Berthier.
- Marianne Lors como Mme Berthier.
- François Dyrek como el chófer del primer camión.
- Jacques Frantz como el chófer del segundo camión.
- Jacques Monnet como el dueño del hotel.
- Jean-Pierre Darroussin como el fotógrafo.
- Mario David como el masajista.
- Muriel Montossey como Madame Bercot.
- Claude Legros como Poilane, el camarero del hotel.
- Jean-Paul Muel como un inspector de la policía.

## Producción

### Desarrollo
En una entrevista con la revista So Foot, Jean-Jacques Annaud dijo que la idea de la película le vino siguiendo la aventura del En Avant de Guingamp (entonces modesto club regional) en la Copa de Francia en 1973. El nombre de "Trincamp" fue una invención de Annaud que sonaba como Guingamp.
Guy Roux fue asesor técnico durante el rodaje de la película.

## Recompensas
- Jean Bouise recibió el César al mejor actor secundario en 1980 por su interpretación.[1]

## Alrededor de la película
- Coup de tête es la única película de Jean-Jacques Annaud que trata de un tema contemporáneo.
- En la película Les Petits Mouchoirs, Marion Cotillard mira Coup de tête después de haberse acostado con su amante de una noche (Matthieu Chedid).